# I'm calling (Jack Jersey)
I'm calling is de eerste single van Jack de Nijs, die verscheen onder het pseudoniem Jack Jersey. Jack Jersey bracht Elvis Presleyachtige muziek uit en had er in het begin van de  jaren 70 veel succes mee in Nederland en België.

## Hitnotering

### Nederlandse Top 40
| Hitnotering: week 41 t/m 47 in 1973 | Hitnotering: week 41 t/m 47 in 1973 | Hitnotering: week 41 t/m 47 in 1973 | Hitnotering: week 41 t/m 47 in 1973 | Hitnotering: week 41 t/m 47 in 1973 | Hitnotering: week 41 t/m 47 in 1973 | Hitnotering: week 41 t/m 47 in 1973 | Hitnotering: week 41 t/m 47 in 1973 | Hitnotering: week 41 t/m 47 in 1973 |
| Week:                               | 1                                   | 2                                   | 3                                   | 4                                   | 5                                   | 6                                   | 7                                   |                                     |
| ----------------------------------- | ----------------------------------- | ----------------------------------- | ----------------------------------- | ----------------------------------- | ----------------------------------- | ----------------------------------- | ----------------------------------- | ----------------------------------- |
| Positie:                            | 19                                  | 13                                  | 13                                  | 16                                  | 21                                  | 25                                  | 36                                  | uit                                 |

### NederlandseDaverende 30
| Hitnotering: 13-10-1973 t/m 16-11-1973 | Hitnotering: 13-10-1973 t/m 16-11-1973 | Hitnotering: 13-10-1973 t/m 16-11-1973 | Hitnotering: 13-10-1973 t/m 16-11-1973 | Hitnotering: 13-10-1973 t/m 16-11-1973 | Hitnotering: 13-10-1973 t/m 16-11-1973 | Hitnotering: 13-10-1973 t/m 16-11-1973 |
| Week:                                  | 1                                      | 2                                      | 3                                      | 4                                      | 5                                      |                                        |
| -------------------------------------- | -------------------------------------- | -------------------------------------- | -------------------------------------- | -------------------------------------- | -------------------------------------- | -------------------------------------- |
| Positie:                               | 29                                     | 13                                     | 12                                     | 17                                     | 25                                     | uit                                    |

### BelgischeBRT Top 30
| Hitnotering: 10-11-1973 t/m | Hitnotering: 10-11-1973 t/m | Hitnotering: 10-11-1973 t/m | Hitnotering: 10-11-1973 t/m | Hitnotering: 10-11-1973 t/m | Hitnotering: 10-11-1973 t/m | Hitnotering: 10-11-1973 t/m | Hitnotering: 10-11-1973 t/m | Hitnotering: 10-11-1973 t/m | Hitnotering: 10-11-1973 t/m | Hitnotering: 10-11-1973 t/m |
| Week:                       | 1                           | 2                           | 3                           | 4                           | 5                           | 6                           | 7                           | 8                           | 9                           |                             |
| --------------------------- | --------------------------- | --------------------------- | --------------------------- | --------------------------- | --------------------------- | --------------------------- | --------------------------- | --------------------------- | --------------------------- | --------------------------- |
| Positie:                    | 23                          | 17                          | 16                          | 12                          | 10                          | 12                          | 12                          | 18                          | 16                          | uit                         |